# دنيس رايت
دنيس رايت (بالإنجليزية: Dennis Wright)‏ (19 ديسمبر 1919 في المملكة المتحدة - 1 أغسطس 1993 في المملكة المتحدة) هو لاعب كرة قدم بريطاني (وحمل سابقاً جنسية المملكة المتحدة لبريطانيا العظمى وأيرلندا) في مركز حراسة المرمى. لعب مع نادي مانسفيلد تاون.